# Popielawy (województwo zachodniopomorskie)
Popielawy – osada w północno-zachodniej Polsce położona w województwie zachodniopomorskim, w powiecie świdwińskim, w gminie Połczyn-Zdrój. 
Około 600 metrów na południowy zachód od miejscowości znajduje się Jezioro Popielewskie.
W latach 1975–1998 miejscowość administracyjnie należała do województwa koszalińskiego.